# 417
417 (CDXVII) fue un año común comenzado en lunes del calendario juliano, en vigor en aquella fecha.
En el Imperio romano, el año fue nombrado como el del consulado de Honorio y Constancio, o menos comúnmente, como el 1170 Ab urbe condita, adquiriendo su denominación como 417 a principios de la Edad Media, al establecerse el anno Domini.

## Acontecimientos
- El papa Inocencio I condena la herejía pelagiana.
- 18 de marzo: Zósimo es elegido papa.
- Los visigodos se hacen dueños de Aquitania y establecen una capital en Tolosa (la actual Toulouse).
- El escritor hispano Orosio redacta buena parte de Historiarum adversus paganos libri VII, por encargo de Agustín de Hipona.
- Es aplastada la gran revuelta campesina iniciada 10 años atrás en Armórica (Galia).

## Fallecimientos
- 12 de marzo: Inocencio I, papa.
- 10 de enero: Juan II de Jerusalén, obispo cristiano (n. 319).